# دریاچه مالومبه
دریاچه مالومبه (انگلیسی: Lake Malombe) یکی از دریاچه‌های کشور مالاوی است.
این دریاچه که در منطقه جنوبی مالاوی قرار دارد ۴۵۰ کیلومتر مربع مساحت دارد و عمق آن ۶-۸ پا می‌باشد.